# К. К. Даунинг
Кенет „К. К." Даунинг (енгл. Kenneth "K. K." Downing Jr.; Вест Бромич, 27. октобар 1951) британски је гитариста хеви метал бенда Џудас прист.
Кенет потиче из радничке фамилије и његови родитељи у почетку нису прихватали његову гитаристичку каријеру. Купио је своју прву гитару са 16 година када му је главни узор био Џими Хендрикс.
Познат је по солоима, тврдом ритму и дуету са другим гитаристом Priest-а Гленом Типтоном. С њим и басистом Јаном Хилом (чланови оснивачи) он води овај бенд кроз 35 година бриљантне каријере.
Добио надимак након што једна девојка из Данске није могла да изговори његово име и назвала га 'K. K.'.